# Jadidisme
Le jadidisme (dérivé de usul ul-jadid, signifiant, « nouvelle méthode ») est un courant de l'islam moderniste apparu au XIXe siècle, au Tatarstan, sous l'impulsion de Ismail Gasprinski, poussant notamment à davantage de tolérance avec les autres religions. Le mouvement jadide a plaidé pour une réforme sociale et culturelle islamique à travers la renaissance des croyances et des enseignements islamiques originels, tout en s'engageant simultanément dans la modernité. Les jadides affirmait que les Turcs de la Russie tsariste étaient entrés dans une période de déclin moral et sociétal qui ne pouvait être corrigée que par l’acquisition d’un nouveau type de connaissances et d'une réforme culturelle moderniste sur le modèle européen. Le jadidisme était organisé autour de trois points : rejet de l'organisation cléricale musulmane (Ouléma), réforme éducative, promotion de la culture et des langues turciques à l'aide des nouvelles technologies et de l'imprimerie.
Les jeunes Boukhares, dans l'émirat de Boukhara, sont influencés par ce mouvement. Ainsi l'écrivain et homme politique Abdurrauf Fitrat est l'un des principaux idéologues du jadidisme au début des années 1920,. Comme ministre, il va réformer l'enseignement dans son pays  et défendre l'éducation des femmes.
Au contraire, les conservateurs musulmans tels que Ibrahim Bek y sont opposés.

## Le jadidisme aujourd'hui

### Ouzbékistan
Dans l'Ouzbékistan contemporain, les principes du jadidisme continuent de résonner, notamment dans l'harmonisation de l'Islam avec la modernité.
Selon Mark Reese, célèbre auteur et traducteur, la réforme culturelle actuelle en Ouzbékistan pourrait être décrite comme une « troisième vague » ou une « troisième Renaissance », indiquant une évolution dynamique des principes jadides dans les temps modernes. Cette vague se caractérise par l’engagement et le débat public, marquant un changement progressif dans le récit culturel de l’Ouzbékistan.

### Tatarstan
En 2003, le président de la République du Tatarstan Mintimer Chaïmiev déclare : « Le Tatarstan se caractérise par sa spécificité religieuse qui s’inscrit dans une culture russe plus multiforme et plus puissante. Aujourd’hui, la Russie, tant sur le plan civilisationnel que culturel, traverse une crise profonde. Quelle est l’attitude du Tatarstan à l’égard des valeurs de la civilisation occidentale ?
Il n’est pas nécessaire de prouver que la culture tatare a de profondes racines orientales,[...] mais les jadides ont été appelé à apprendre de l’Europe, et donc entre autres d’étudier la culture russe. Depuis lors, l’envie de culture occidentale est une caractéristique des Tatars. Nous pensons qu’elles sont non seulement compatibles mais qu’elles peuvent aussi s’enrichir mutuellement.»
En 2024, à la suite des attentats du Crocus City Hall à Moscou, et contre une synagogue à Makhachkala, le débat du port du niqab apparaît en Russie et au sein de la communauté musulmane russe. Le Conseil spirituel musulman du Tatarstan prend parti et considère que le niqab n'est pas un élément vestimentaire obligatoire pour les femmes musulmanes, contrairement au hijab.